# 4 VIZE – www.4vize.cz
4 VIZE – www.4vize.cz (4 VIZE) byla česká politická strana, která vznikla roku 2006.
V prosinci 2011 Nejvyšší správní soud pozastavil činnost strany kvůli tomu, že řádně nepředkládala své výroční finanční zprávy. V únoru 2015 byla strana ze stejného důvodu rozpuštěna.

## Vývoj názvu
| Pořadí | Název | Zkratka       | Od                | Do                |
| ------ | --- | ------------- | ----------------- | ----------------- |
| 1.     | 4 VIZE – 1.Daňový systém na jednom listu formátu A4. 2.Regulace inovace+Vysoká kvalita=Kratší pracovní týden. 3.Rodinný dům pro každého snadněji. 4.Reklama, která informuje,ano,reklama,která ovlivňuje, ne.- www.4vize.cz. | 4 VIZE        | 8. březen 2006    | 9. srpen 2006     |
| 2.     | 4 VIZE – www.4vize.cz | 4 VIZE        | 9. srpen 2006     | 3. březen 2010    |
| 3.     | Ježíš je Pán. Nechme se vést Duchem Svatým a ať Ježíš je naším Pánem, www.jezisjepan.cz | Ježíš je Pán. | 3. březen 2010    | 13. červenec 2010 |
| 4.     | 4 VIZE – www.4vize.cz | 4 VIZE        | 13. červenec 2010 | 11. únor 2015     |

## 4 VIZE

### Historie strany
Stranu založil Zdeněk Macura z Velkých Přílep, manažer mezinárodní počítačové firmy, v té době asi třicetiletý. Politika ho nezajímá a nesleduje ji, ale před volbami v roce 2006 zjistil, že má našetřeno 300 000 Kč. Uvažoval, jestli si za ně má koupit auto, ale nakonec se rozhodl založit stranu a peníze investovat do volební kampaně.
Ustavující sněm se konal 25. července 2006 za přítomnosti 11 členů strany. Jako jediný člen mandátové a návrhové komise byl zvolen Petr Kutal, do vysoké rady bylo zvoleno 7 lidí, z toho Zdeněk Macura jako hlavní koordinátor a dvě další osoby (Ivo Patta a Alena Černá) jako jeho zástupci, dva členové byli zvoleni do funkcí revizorů jakožto revizního orgánu strany.

### Organizační uspořádání
Od založení strany až do 9. srpna 2006 byla statutárním orgánem strany výkonná rada, za kterou jednal a podepisoval předseda nebo výkonnou radou pověřený člen výkonné rady. Od 9. srpna 2006 je statutárním orgánem strany hlavní koordinátor, jímž je Zdeněk Macura s bydlištěm v místě sídla strany.

### Program
Základ programu byl od března do srpna 2006 obsažen přímo v názvu strany:
1. Daňový systém na jednom listu formátu A4.
2. Regulace inovace+Vysoká kvalita=Kratší pracovní týden.
3. Rodinný dům pro každého snadněji.
4. Reklama, která informuje, ano, reklama, která ovlivňuje, ne

Strana se deklaruje jako otevřená (open-sourcová). V základní charakteristice strany Zdeněk Macura v červnu 2006 uvedl: „Názory každého z nás jsou někdy podobné, jindy trochu odlišné, někdy se ještě vyvíjejí. To je v pořádku. Nemusíme být všichni stejní.
Některé naše nápady jsou vyzrálé, některé celkem obyčejné, jiné prostě potřebují dozrát anebo jsou z počátku naivní. Tohle je celkem přirozené a máme to tak všichni. (Poznámka: I naivní názor může dát inspiraci pro velmi kvalitní řešení.)“
Strana se chtěla kromě bodů uvedených ve svém původním názvu soustředit ještě na důchodovou reformu, sociální reformu, reformu společensky neintegrovaných skupin a reformu imigrační politiky. Dalšími tématy strany je snižování korupce, zápach bezdomovců a nepřiměřená pozornost slavným (chce před ní slavné chránit).
Jedním z hesel strany, uvedeným v podtitulu webu strany, je „Méně stresu, více lásky“. Dalším uváděným mottem je „nenadává na společenskou situaci, ale hledá způsoby, jak ji vylepšit“.
V politickém spektru je těžko zařaditelná, většinou programových priorit se dá zařadit spíš k levici.[zdroj⁠?!]
O straně je možné získat relativně málo informací, jako kontakt na svých stránkách uvádí Zdeňka Macuru, (jako předsedu Z. Macuru uvedl článek v deníku Právo).
Kvůli jejím předvolebním heslům se před volbami v roce 2006 objevily spekulace o napojení strany na Ivo A. Bendu (kvůli podobně masově používané žluté barvě a obdobným heslům), Zdeněk Macura to však rozhodně popřel.

### Volby
| Volby | Počet hlasů | Hlasy v % |
| ----- | ----------- | --------- |
| 2006  | 3 109 hlasů | 0,05 %    |

V senátních volbách v roce 2006 byl kandidátem strany 4VIZE Ing. Ivo Patta, který v obvodu Praha 8 obdržel 175 hlasů čili 0,47 %

## Ježíš je Pán
Se změnou stanov ke dni 3. března 2010 byla strana přejmenována na „Ježíš je Pán. Nechme se vést Duchem Svatým a ať Ježíš je naším Pánem, www.jezisjepan.cz“ s oficiální zkratkou „Ježíš je Pán“.
Pod novým názvem strana spustila zcela nový web, v němž se k minulosti a k názvu 4VIZE nijak nehlásila. Nový web byl zcela anonymní, neuváděl žádná jména ani oficiální dokumenty a pro kontakt byla určena jen neosobní e-mailová adresa. V registru ministerstva vnitra byl jako hlavní koordinátor stále uveden Zdeněk Macura.
Pro sněmovní volby v roce 2010 strana podala kandidátku jen v Moravskoslezském kraji. Na kandidátce byl pouze jeden člověk. V ostatních krajích strana nekandidovala z finančních důvodů, protože za podání každé kandidátky je třeba zaplatit 15 000 Kč.
„Vedoucí projektu“, který se na webu nepodepsal jménem, napsal, že u tohoto projektu nejde o to, kdo je na kandidátce, ale jde spíše o to předat veřejnosti určité myšlenky formou kandidování do voleb tím, že si lidé přečtou, co je napsáno na webu, a popřemýšlí o tom anebo mohou být osloveni jen názvem strany, který by se měl objevit na hlasovacích lístcích. V tomto smyslu je projekt myšlen vážně a bližší politický program chybí záměrně.
Jediný kandidát strany 9. dubna 2010 od kandidatury odstoupil, aniž by byla zveřejněna jeho identita. Kandidátní listina následně nebyla zaregistrována s odůvodněním, že neobsahovala zákonem stanovené náležitosti. Strana oznámila, že 9. dubna odvolala svoji kandidátku a odstoupila z voleb. Státní volební komise vylosovala 13. dubna 2010 této straně pro volby číslo 3. 14. dubna strana na svém webu zveřejnila oznámení, že podala ke krajskému soudu v Ostravě „žádost na vzíti zpět odstoupení z voleb“.
Autor projektu po stažení kandidátky na webu oznámil, že přecenil své síly, a že poselství, které chtěla strana předat, se ukazuje jako těžko stravitelné a může být špatně pochopeno a tak v konečném důsledku spíš působit negativně než pozitivně. Jménem strany se omluvil všem, kterým tento počin způsobil nějaké rozhořčení nebo kterým vyvolal v mysli nějaké negativní vzpomínky či zkušenosti, a vysvětlil, že „záměrem nebylo šíření nějaký víry či náboženství, ale jen nabídka a připomínka určité praktické metody, která se ukazuje jako funkční pro určité situace“ a že „v konečném důsledku vždy jde jen o to, jak se člověk chová a co prakticky dělá a ne o nějaké duchovní řeči nebo náboženské přesvědčení“.
Od 13. července 2010 se název strany změnil zpět na 4 VIZE – www.4vize.cz.

## Pozastavení činnosti
K 29. prosinci 2011 byla činnost strany rozsudkem Nejvyššího správního soudu pozastavena, když strana v letech 2007 až 2009 nepředložila své výroční finanční zprávy v úplnosti stanovené zákonem a za rok 2010 výroční finanční zprávu nepředložila vůbec. 11. února 2015 soud rozhodl o rozpuštění strany.